# Ion Petre Stoican
Ion Petre Stoican (n. 1930, Oltenița, Călărași, România – d. 1994, Constanța, România) a fost un violonist, interpret virtuoz de muzică lăutărească și șef de orchestră român.

## Biografie
S-a născut în 1930 în Oltenița, județul Călărași. Acesta era fiul violonistului Ioan Stoican și văr primar cu violonistul bucureștean Ion Nămol. Din 1945 începe să cânte la nunți și petreceri în Oltenița. În 1950 se mută la Constanța. Începe aici să cânte la nunți, dar și la restaurantele din oraș. În 1969 înregistrează primul sau disc la Electrecord.
Din 1976 se mută la București unde începe să colaboreze cu marii lăutari ai vremii (notabili fiind Bebe "de la Petrechioaia" Șerban și Mihai Nămol). În 1979 înregistrează la Electrecord al doilea disc. În 1982 înregistrează ultimul sau album, cel care i-a adus consacrarea, cel mai valoros material optzecist de muzică lăutărească urbană (de mahală), alături de cei mai buni lăutari bucureșteni. 
Marele violonist, interpret solist și șef de orchestră, Ion Petre Stoican moare în anul 1994 în orașul Constanța, oraș în care a stat o lungă perioadă de timp împreună cu familia sa, până la finele vieții sale.
Deși foarte apreciat în restaurantele din Constanța pentru stilul său curat lăutăresc, de sorginte rural-sudistă, moștenit, cel mai probabil, de la tatăl său, Ion Petre Stoican a știut, întreaga sa viață, ca ora exacta a muzicii lăutărești urbane (mahala) de la București. De aceea, venea în capitală oricât de des avea ocazia să cânte alături de marii lăutari, încercând să se facă apreciat și să se impună.
În pofida faptului ca era un foarte bun violonist și cânta frumos cu vocea, avea complexul provincialului, complex pe care a încercat întreaga viață să-l depășească. Pe discul său din 1982, are această ocazie. Din "staff"-ul albumului (o orchestra formata din 13 muzicieni) notabili sunt: Toni Iordache (țambal), Ionica Minune (acordeon, în vârstă de numai 23 de ani), Viorel Fundament (acordeon, la 21 de ani), Mieluță Bibescu (clarinet) și Vasile Grigore (clarinet). 
Pentru Minune, Fundament și Bibescu acest material reprezintă debutul pe disc dar și "atestarea" în lumea muzicii lăutărești a anilor `80 - `90.

## Discografie
Discografia violonistului Ion Petre Stoican însumează apariții discografice (viniluri, CD-uri) ce conțin înregistrări efectuate în perioada 1969-1982 la casa de discuri Electrecord.

### Discuri Electrecord
| An   | Număr de catalog                      | Format           | Piese | Acompaniament |
| ---- | ------------------------------------- | ---------------- | --- | --- |
| 1969 | EPC 10.090                            | vinil, EP, 17 cm | 1. Melodie lăutărească și Horă 2. Hora de la Luceni 3. Sus din cer cade o stea 4. Hora lui Sile | orchestra Gheorghe Zamfir |
| 1979 | 45-STM-EPC 10.650                     | vinil, EP, 17 cm | 1. Hora lui Sile 2. Sârbă de joc din Constanța 3. Brâu din Oltenița 4. Hora de la Oltenița 5. Geamparalele | orchestră populară Dirijor și solo vioară : Ion Petre Stoican La țambal : Toni Iordache                                                         |
| 1982 | ST-EPE 02166 Muzică lăutărească       | vinil, LP, 30 cm | 1. Cântec de ascultare al lui Stoican Bătrânul 2. Hora lui Sile 3. Sârbă 4. Hora lui Mihalea 5. Moșule te-aș întreba 6. Chiar dacă dau de necaz 7. Hora de la Constanța 8. Ia-ți mireasă ziua bună 9. Hora de la Oltenița | orchestră populară Dirijor și solist : Ion Petre Stoican-vioară (1-7,9), voce (8) La țambal : Toni Iordache                                     |
| 2008 | EDC 877 Comori ale muzicii lăutărești | compact disc     | 1. Hora lui Mihalea 2. Cântec de ascultare al lui Stoican Bătrânul 3. Sârbă 4. Sus din cer cade o stea 5. Melodie lăutărească și Horă 6. Hora de la Oltenița 7. Ia-ți mireasă ziua bună 8. Hora de la Constanța 9. Brâu din Oltenița 10. Hora lui Sile 11. Sârbă de joc din Constanța 12. Hora lui Sile 13. Chiar dacă dau de necaz 14. Hora de la Luceni 15. Moșule te-aș întreba 16. Hora de la Oltenița 17. Geamparalele 18. Hora lui Sile | orchestra lui Gheorghe Zamfir (4-5,10,14) orchestră de muzică populară, dirijor Ion Petre Stoican (1-3,6-9,11-13,15-18) La țambal Toni Iordache |